# AJ Davis (basketballer, 1987)
AJ Davis (Columbus, 14 november 1987) is een Amerikaans voormalig basketballer.

## Carrière
Davis speelde collegebasketbal voor de Wyoming Cowboys en de JMU Dukes van 2008 tot 2013. Hij werd niet gekozen in de NBA draft maar wel in de NBA D-League Draft 2013 als 38e door de Sioux Falls Skyforce. Hij speelde bij hen van 2013 tot 2014. Hij speelde daarna voor het Mexicaanse Rayos de Hermosillo en keerde voor het seizoen 2014/15 terug naar de Sioux Falls Skyforce. Hij speelde van december 2016 tot 2017 voor de Kitchener-Waterloo Titans uit de NBL Canada.
In 2018 speelde hij voor de Vancouver Knights en daarna vanaf februari 2018 de Ohio Bootleggers in The Basketball League. Hij speelde voor de The Founding Fathers in de The Basketball Tournament. Na een korte periode bij het Egyptische Zakho BC speelde hij nog tot in 2021 voor de Colombus Condors.
In mei 2021 verloor hij beide benen nadat hij een dakloze aan de kant van de weg aan het helpen was en werd aangereden door een auto. Hij keerde in 2021 terug als leider/coach van de The Founding Fathers in The Basketball Tournament maar speelde niet.